# Cerámica de Hagi

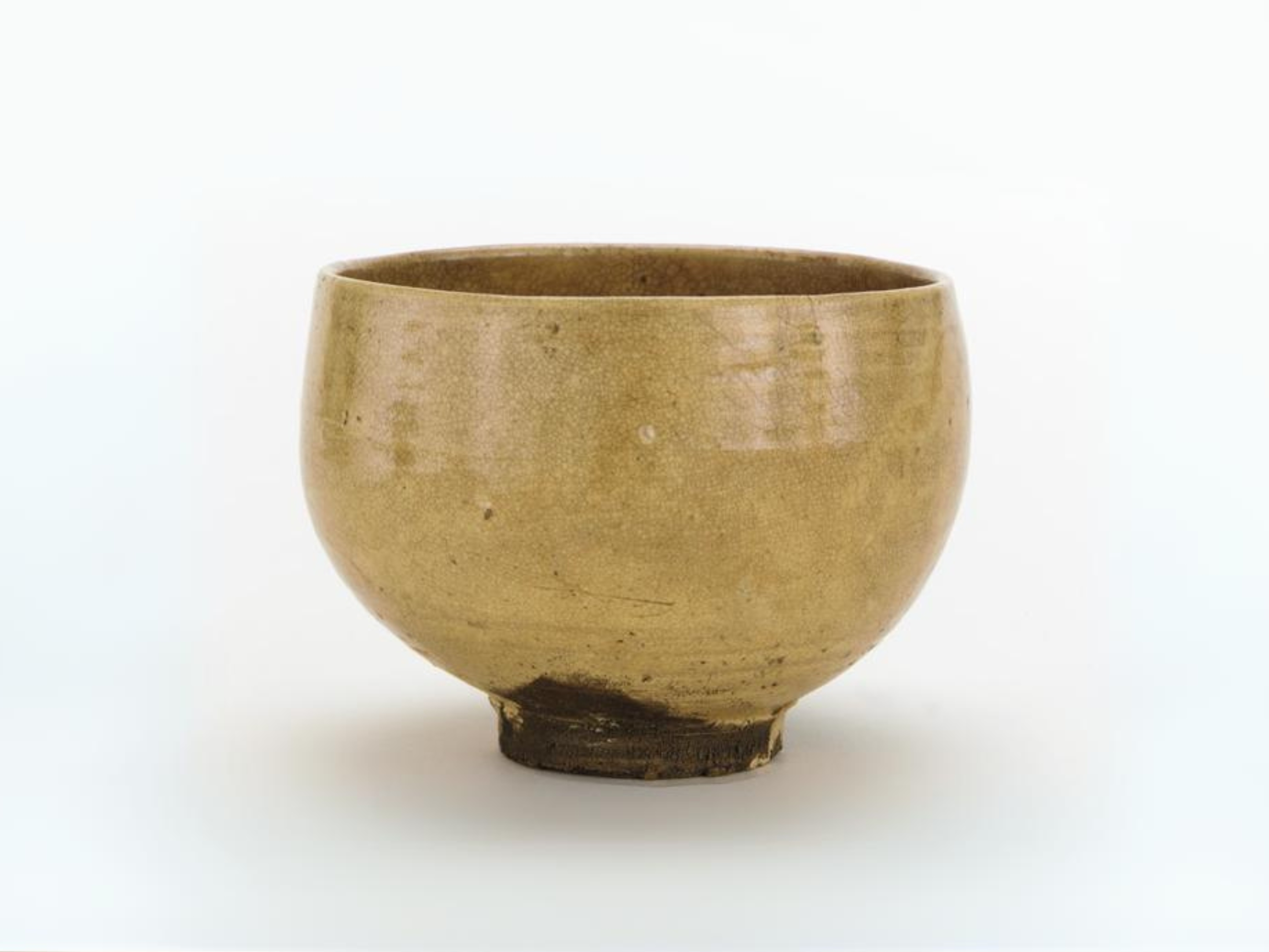
Tazón de té estilo cerámica de Hagi, de los siglos y. Freer Gallery of Art

Cerámica de Hagi (萩焼 Hagi-yaki?) es un tipo de cerámica japonesa identificable por sus humildes formas y el uso de esmalte blanco translúcido.

## Orígenes
La cerámica de Hagi aparece en el siglo XVII, desarrollándose a lo largo de 400 años hasta la actualidad. Su aparición viene de la mano de los artesanos coreanos Yi Kyong y Yi Chak-kwang, llevados a Japón durante las invasiones de la península coreana por parte de Toyotomi Hideyoshi en 1592 y 1597. 
La cerámica coreana, de formas rugosas e irregulares, se correspondía con los valores estéticos de la ceremonia del té, formulados por Sen no Rikyū, y por tanto era muy apreciada en Japón. 
En 1604, cuando Mōri Terumoto se ve obligado a abandonar Hiroshima y establecerse en Yamaguchi tras su derrota en Sekigahara, le acompañan estos artesanos, que en Hagi fundarían los primeros talleres que dan inicio a esta tradición.   
A lo largo del período Edo, el clan Mōri continuó promoviendo el desarrollo de la industria de la cerámica financiando la construcción de numerosos hornos. 

## Características
La materia prima de la cerámica de Hagi es una pasta elaborada con tres tipos de arcillas de procedencias y características diferentes. El resultado más estándar es de un color rosa-naranja. 
La característica más distintiva de la cerámica de Hagi son sus formas simples inspiradas en la textura de la tierra. Por ello, aunque la deliberada imperfección de las piezas pueda hacer pensar que tengan siglos de antigüedad, esa simplicidad, sobriedad e identificación con las formas de la naturaleza, que se vincula con la filosofía de la ceremonia del té, es el ideal con el que se elaboran. 
Las piezas no suelen decorarse o pintarse; sin embargo, se les aplica esmalte. El esmaltado se realiza a base de cenizas de madera o de paja de arroz mezcladas con agua y aplicadas sobre la pieza. El esmaltado resultante se denomina “shirahagi” cuando es espeso y lechoso, y “hagi” cuando es translúcido: ambos se utilizan comúnmente. La cerámica absorbe a lo largo del tiempo parte del líquido, modificándose sutilmente el color y la textura. Las fisuras en la arcilla, que expanden y contraen el esmalte, acentúan la individual de cada pieza. 
Las piezas también cambian de color durante la cocción, resultando impredecible el aspecto final. Las imperfecciones espontáneas causadas durante la cocción son un aspecto que no sólo se valora, sino que, de hecho, se fomenta. 
Además, se dice que se producen “siete transformaciones” con el uso. Esta expresión se refiere a los cambios de color según el té va permeando entre las rendijas y rugosidades de la cerámica y el esmalte. Dichas permutaciones cromáticas son muy apreciadas por los maestros de la ceremonia del té, ya que la belleza en la transitoriedad las cosas es uno de los valores estéticos tradicionales japoneses.
Otra característica típica de los cuencos de cerámica de Hagi es su pie, que los artesanos suelen alterar añadiéndole muescas. Esto contribuye a dotar de individualidad al producto final, al carecer la superficie de decoración.  
La firma en la parte inferior es una tradición local del período Edo en que los alfareros desfiguraban deliberadamente sus productos con el fin de venderlos a los comerciantes en lugar de presentarlos como regalos al Clan Mōri.
Numerosos artesanos elaboran hoy cerámica de Hagi, pero solo unos pocos emplean el horno tradicional de leña nobori-gama (“horno de ascensión”), con una estructura estrecha construida en cuesta que consiste en cámaras consecutivas, cada una a más elevación que la anterior. Se enciende una hoguera en la primera cámara, y las llamas ascienden progresivamente. En estos hornos, el resultado de la cocción es muy difícil de controlar, desechándose parte de las piezas en muchos de los casos. 

## Alfareros célebres
Entre los artesanos más célebres, han recibido el título de “tesoro nacional viviente del Japón” los maestros Miwa Kyūwa (1895 – 1981) y Miwa Jusetsu (1910 – 2012), herederos de la décima y decimoprimera generación de la familia Miwa. Otros artesanos de renombre son: 
- Saka Kouraizaemon XII
- Miwa Kyusetsu XII
- Bertil Persson